# Al Unser Jr's Road to the Top
Al Unser Jr.'s Road to the Top é um jogo de corrida do Super NES lançado em 1994. O jogador tem que progredir com carros kart, moto de neve, carros de corrida IROC, e às vezes carros da Indy racing. Se o jogador vai bem, seu desafio final é levar Al Unser Jr. ao evento final em Vancouver, British Columbia, Canada. Esta corrida usa a Molson Indy Vancouver como teste final da experiência que o jogador ganhou. O jogador também pode praticar toda fase do jogo exceto a última. As corridas de kart se passam nos Estados Unidos, enquanto que a de Moto de neve estão presentes na parte simulada de inverno do jogo. Competindo na Stock Cars da IROC, o jogador ganha experiência para os veículos mais rápidos da Fórmula Indy.